# Alfabeto etrusco

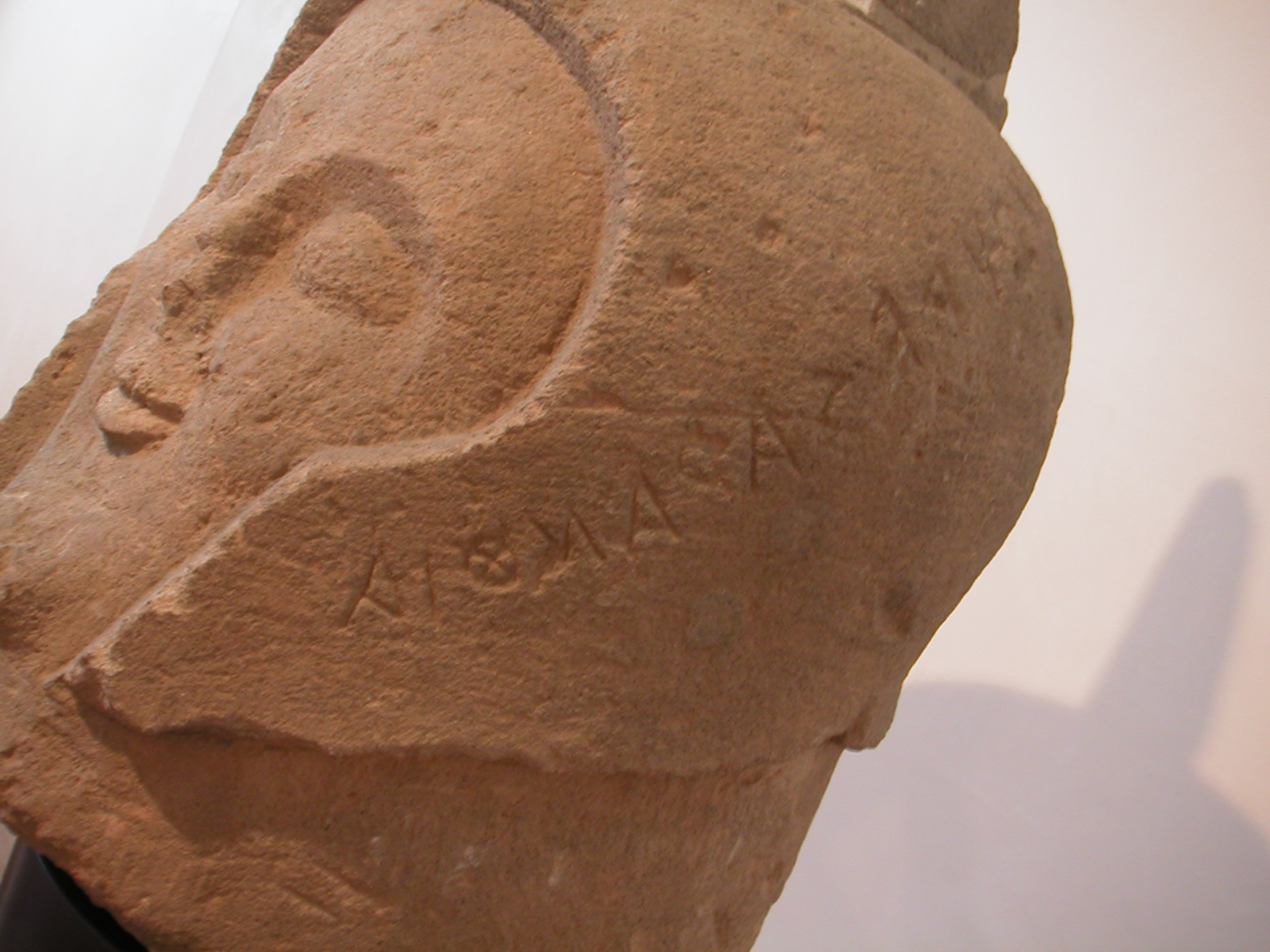
Inscrições etruscas na cabeça de uma estátua.

O alfabeto etrusco foi um sistema alfabético desenvolvido na península itálica (o norte) ao fim do século VIII a.C.. Poderia ser uma evolução do alfabeto grego, já que pertence ao mesmo sistema e os caracteres são muito similares aos coptos e gregos. Consta de 26 caracteres básicos e outros 22 expandidos para a transcrição.
Desapareceram letras desde sua evolução do grego, como Ϝ, Ω e Ϡ. E surgiram outras como seria o caso de 𐌎. Ou modificações na ordem, como é o caso da invenção de 𐌂 (representaria a letra C no alfabeto latino) para substituir a antiga letra  Γ.

## Tabela
Contém Unicode.
| Letra | Transcrição | Nome | Letra | Transcrição | Nome | Letra | Transcrição | Nome |
| ----- | ----------- | ---- | ----- | ----------- | ---- | ----- | ----------- | ---- |
| 𐌀     | a           | a    | 𐌁     | b           | be   | 𐌂     | c           | ke   |
| 𐌃     | d           | de   | 𐌄     | e           | e    | 𐌅     | v           | ve   |
| 𐌆     | z           | ze   | 𐌇     | h           | he   | 𐌈     | þ           | the  |
| 𐌉     | i           | i    | 𐌊     | k           | ka   | 𐌋     | l           | el   |
| 𐌌     | m           | em   | 𐌍     | n           | en   | 𐌎     | š           | esh  |
| 𐌏     | o           | o    | 𐌐     | p           | pe   | 𐌑     | ś           | she  |
| 𐌒     | q           | ku   | 𐌓     | r           | er   | 𐌔     | s           | es   |
| 𐌕     | t           | te   | 𐌖     | u           | u    | 𐌗     | x           | eks  |
| 𐌘     | ph          | phe  | 𐌙     | ch          | khe  | 𐌚     | f           | ef   |
| 𐌛     | ř           | ers  | 𐌜     | ç           | che  | 𐌝     | í           | ii   |
| 𐌞     | ú           | uu   | 𐌠     | I           | 1    | 𐌡     | V           | 5    |
| 𐌢     | X           | 10   | 𐌣     | D           | 50   |       |             |      |